# Frits Kuipers
Frederik Carel "Frits" Kuipers, född 11 juli 1899 i Elst, död 10 oktober 1943 i Heemstede, var en nederländsk fotbollsspelare.
Kuipers blev olympisk bronsmedaljör i fotboll vid sommarspelen 1920 i Antwerpen.